# Biblioteca de la Mărgineni
Biblioteca de la Mărgineni a fost un așezământ cultural fondat de stolnicul Constantin Cantacuzino, pe moșia sa de la Mărgineni. La vremea ei, a fost cea mai mare bibliotecă din Țara Românească.